# Champapuri
Champapuri of Champanagara is een dorp in het district Bhagalpur in de staat Bihar in India en de archeologische vindplaats van de oude stad Champa. Het ligt vijf kilometer west van Bhagalpur.

## Oudheid
Champa was de hoofdstad van Anga, een van de mahajanapada's. Het was een mahanagara, een van de belangrijkste steden ten tijde van de Boeddha.
De rivier Champa, waarschijnlijk de Chandan, was de grens met Magadha. Over de rivier zou het handel hebben gedreven met Suvarnabhumi, waarschijnlijk gelegen in Zuidoost-Azië.
Bimbisara van Magadha veroverde Anga en stelde zijn zoon Kunika (Ajatasattu) aan als gouverneur van Champa. Nadat Ajatasattu de troon in Magadha had overgenomen, zou hij zijn zoon Udayin als onderkoning van Champa hebben aangesteld.
Ten tijde van de northern black polished ware-fase werd het omringd door een weermuur en een slotgracht.
Volgens de Ashokavadana was de moeder van Ashoka, koningin Subhadrangi, een dochter van een brahmaan uit Champa.
Volgens de Rabatak-inscriptie was Champa onderdeel van het Kushanrijk onder Kanishka.